# Ergométrine
L'ergométrine (ou ergonovine) est un alcaloïde, de la famille des lysergamides, synthétisé par Claviceps purpurea (ergot de seigle) ou par les espèces du genre Periglandula, autre champignon de la famille des Clavicipitaceae qui, lui, est associé au volubilis (morning glory, famille des Convolvulaceae).
À cause de ses propriétés similaires à l'ocytocine, l'ergométrine a été utilisée en médecine dans le domaine de l'obstétrique pour prévenir les hémorragies après l'accouchement. Pour la même indication, on utilise encore un dérivé synthétique, la méthylergométrine.
L'ergométrine et son dérivé la méthylergométrine sont utilisées à titre diagnostique pour provoquer des spasmes des artères coronaires, soit en injection directe dans l'artère coronaire soit en intraveineuse. Il s'agit d'un agoniste des récepteurs sérotoninergiques provoquant une vasoconstriction artérielle.
Ce produit est responsable de l'ergotisme, maladie secondaire à son ingestion.
Il fait partie de la liste des médicaments essentiels de l'Organisation mondiale de la santé (liste mise à jour en avril 2013).